# Danton (film din 1983)
Danton este un film francez din 1983 regizat de Andrzej Wajda, fiind o ecranizare a piesei de teatru Cazul Danton de Stanisława Przybyszewska.
Nu întotdeauna rigid istoric, filmul a fost acuzat că a făcut paralele între Domnia Terorii din timpul Revoluției Franceze și situația din Polonia contemporană, în care mișcarea Solidaritatea se lupta împotriva opresiunii guvernului polonez susținut de sovietici ; cu toate acestea, acest lucru a fost negat de realizatori.  Filmul a avut 1.392.779 de bilete vîndute în Franța.

## Distribuție
- Gérard Depardieu — Georges Danton
- Wojciech Pszoniak — Maximilien Robespierre
- Patrice Chéreau — Camille Desmoulins
- Bogusław Linda — Louis de Saint-Just
- Angela Winkler — Lucile Desmoulins
- Andrzej Seweryn — François Louis Bourdon
- Serge Merlin — Pierre Philippeaux
- Roland Blanche — Jean-François Delacroix
- Jacques Villeret — François Joseph Westermann
- Anne Alvaro — Éléonore Duplay
- Roger Planchon — Antoine Quentin Fouquier-Tinville
- Franciszek Starowieyski — Jacques-Louis David
- Alain Macé — François Héron

## Rezumat
Filmul începe la Paris, în primăvara rece a anului 1794, când Domnia Terorii este în plină desfășurare, vehiculele care intră în oraș fiind căutate și lungi rânduri de cetățeni mormăind în ploaie în timp ce așteaptă să cumpere pâine puțină. Bolnav în apartamentul său, Robespierre îl vede pe Danton pe stradă, tocmai întors de la țară și aclamat de oamenii flămânzi și descurajați drept eroul lor.
Când Héron, șeful poliției secrete, sună, Robespierre îi cere să distrugă tipografia lui Desmoulins, care publică circulare pro-Danton. În timp ce Robespierre este îngrijit de frizerul său, prietenul său Saint-Just intră și îl îndeamnă să-l ghilotineze pe Danton. El îl ignoră și merge la o ședință a Comitetului de siguranță publică, guvernul efectiv al Franței, unde și alți membri fac eforturi pentru eliminarea lui Danton. Robespierre rezistă, pentru că Danton este atât de popular printre oamenii obișnuiți și este prietenul lui.
Înainte de ședința din acea zi a Convenției Naționale , adunarea legislativă a țării, generalul Westermann discută cu Danton despre o lovitură de stat pentru a răsturna tirania lui Robespierre și a Comitetului. Danton dezaprobă, chiar dacă prietenii îl avertizează că Robespierre plănuiește să-l pună la închisoare și ar trebui să lovească primul. Danton este convins că influența ziarului său, Le Vieux Cordelier , precum și sprijinul oamenilor îl vor ține în siguranță. Cu toate acestea, el îi cere suporterului său Bourdon să-l denunțe pe Héron și poliția sa secretă în Convenție, ceea ce duce la arestarea lui Héron.
În acea noapte, Danton îl invită pe Robespierre la o cină elaborată într-o cameră privată a unui restaurant, întărindu-se în avans cu vin copios. Robespierre refuză să mănânce și insistă pentru o discuție serioasă. El îi cere lui Danton să se alăture cauzei sale și să nu se mai lupte cu el, pentru că nu vrea să fie forțat să-l execute pe Danton. Danton pur și simplu continuă să bea și refuză toate ofertele lui Robespierre. După ce Robespierre a plecat dezgustat, în stradă Danton întâlnește un grup de bărbați înarmați care se dovedesc a fi parte din pregătirile lui Westermann pentru o lovitură de stat. Din nou, Danton refuză să se alăture aventurii lor ilegale.
Robespierre, după ce a eșuat cu Danton, merge apoi la casa lui Desmoulins, care este furios că afacerea lui de tipografie a fost distrusă și refuză să vorbească cu el. Robespierre încearcă să-l convingă că Danton îl exploatează, dar este ignorat. Soția lui Desmoulins îl roagă pe Robespierre să rămână și să vorbească pe îndelete cu soțul ei, pentru că vrea ca acesta să trăiască, dar Robespierre nu poate obține nimic. Merge la Comitetul pentru Siguranța Publică și ordonă un mandat de arestare în noaptea aceea a lui Danton, Desmoulins, Westermann și mai mulți dintre asociații lor. Deși Danton ar putea totuși să adună sprijin, el nu vrea să provoace mai multă vărsare de sânge și acceptă arestarea, susținând că oratoria sa și afecțiunea oamenilor îl vor proteja.
La Convenția Națională de dimineață, membrii sunt revoltați de arestări, dar Robespierre își justifică pur și simplu acțiunea afirmând că Danton este un dușman al Republicii și trebuie judecat indiferent de popularitatea sa. După ce a scăpat de arest, Bourdon își schimbă în grabă partea și îl sprijină pe Robespierre. Când procesul se deschide în fața Tribunalului Revoluționar, pot fi găsiți doar șapte jurați care vor fi de acord să-l voteze pe Danton vinovat, dar continuă oricum. Danton continuă să încalce ordinea de a se adresa spectatorilor, iar procurorul Fouquier este nemulțumit pentru că nu are temeiuri suficiente pentru o condamnare. Înapoi în închisoare în acea noapte, încrederea lui Danton este zguduită când un alt prizonier îi spune cât de bucuros este să audă că Danton, primul președinte al Comitetului și creatorul Tribunalului Revoluționar, urmează să fie executat.
A doua zi, în timp ce vizitează atelierul pictorului Jacques-Louis David, lui Robespierre i se spune de către Fouquier că întreruperile constante ale lui Danton fac o farsă din proces, care oricum nu are valabilitate. Robespierre determină Comitetul să emită un decret prin care oricine vorbește fără rândul său va fi exclus din instanță. În câteva minute, toți acuzații au fost grupați și este citit verdictul de vinovăție.
Cu o zi înainte de execuția lor, Danton este deprimat, nu din cauza morții sale, ci pentru că simte că a eșuat oamenii. Odată ce condamnații au fost duși printre mulțimile tăcute la eșafod și ghilotinați, tensiunea de mult întreținută a lui Robespierre se rupe și el cade în șoc. Idealurile nobile ale Revoluției din Declarația drepturilor omului și ale cetățeanului , recitate lui de un copil forțat să o învețe pe de rost, sunt fatal compromise.

## Producție
Piesa care a inspirat direct opera lui Wajda: The Danton Affair a dramaturgului polonez Stanisława Przybyszewska  a fost scrisă între 1925 și 1929 .
Această piesă, după cum recunoaște însuși scenaristul Jean-Claude Carrière, a fost una dintre principalele surse de inspirație. Stanisława Przybyszewska a fost foarte inspirată de citirea scrierilor istoricului francez Albert Mathiez . Din numeroasele sale studii despre Robespierre și Danton , ea a întocmit, în piesa ei, o imagine admirativă a Incoruptibilului, în timp ce stigmatiza, dimpotrivă, coruptul Danton. Dramaturgul a reușit să îmbine cu ușurință și fără anacronism o documentare precisă și susținută cu un limbaj care aparține incontestabil începutului  de secol xx .
După cum a indicat Wajda, intervievat în documentarul La Voix du peuple, Wajda în febra revoluționară a lui Pierre-Henri Gibert, furnizat ca supliment la ediția pe DVD a filmului, el ar fi avut ideea filmului în timp ce participa la un Paris. o reprezentație a piesei L'Affaire Danton în care Gérard Depardieu a jucat rolul principal. Captivat de interpretarea actorului francez, acesta i-a făcut imediat propunerea de a-l angaja în proiectul său. Wajda și Jean-Claude Carrière au decis să adapteze piesa apărând clar figura lui Danton mai mult în imaginea politicii poloneze a vremii, așa cum am menționat mai sus.

## Recepție, fundal și paralele istorice
Filmul este o lucrare dublu istorică: prin evocarea primăverii din 1794 a Terorii , Wajda a realizat mai ales un film despre Polonia comunistă în 1982, pe atunci sub legea marțială . Andrzej Wajda restaurează cu precizie documentară decorurile, costumele și accentuează atmosfera apăsătoare a Parisului din martie-aprilie 1794 sub Teroare . Dar el deturnează acest context istoric – uneori cu anacronisme și modificări – pentru a realiza un portret politic al Poloniei în 1982, când regimul comunist tocmai interzisese tânărul sindicat Solidarnosc și îi arestase principalii lideri. În acest sens, nu este un film istoric despre Danton. François Furet , în Le Nouvel Observateur din 14 ianuarie 1983, scrie însă: „miracolul acestui film, este că nu este niciodată anacronic, deși nu încetează, prin Danton și Robespierre, să ne vorbească astăzi [despre Polonia în 1982]” . Furet își exprimă totuși rezerva că filmul este „fără societate și fără oameni”.
Filmul a fost comandat inițial de Republica Franceză, în timpul președinției socialiste a lui François Mitterrand , dornic să sărbătorească Revoluția. Guvernul francez finanțează 12% din buget. Președintele și miniștrii săi nu se așteptau ca Wajda să privească această fază a Revoluției Franceze, Teroarea, dintr-un punct de vedere atât de critic. De asemenea, proiecția privată făcută înainte de lansarea filmului, la 6 ianuarie 1983, la Cinémathèque , în prezența lui François Mitterrand și a lui Jack Lang , ministrul Culturii, și a altor miniștri, a fost întâmpinat de un public „ezitând între perplexitate și furie” , președintele posomorându-se rapid după încheierea filmului  . Politicienii de dreapta sunt mai elogioși. Guvernul polonez este incomod cu filmul, deși a finanțat 10%.
Într-adevăr, viziunea pe care Wajda o are despre Revoluție este, după Laurent Dandrieu , destul de „iconoclastă”  : „o Revoluție care are în gură doar Libertatea și Drepturile Omului , dar a cărei viață de zi cu zi nu este decât masacru și oprimare” 

### Omul din stradă împotriva omului de la putere
Lucrarea este construită pe opoziția dintre doi bărbați, Danton și Robespierre , care întruchipează două viziuni diferite despre Revoluție  : primul vrea să oprească Teroarea, al doilea vrea să o prelungească și să mențină executivul în comitete. În spatele acestor figuri istorice se profilează duelul altor doi bărbați, sindicalistul Wałęsa și generalul și omul de stat Jaruzelski  : Wałęsa, în fruntea sindicatului său Solidarnosc, câștigând în putere pe măsură ce populația poloneză se îndepărtează de regimul comunist; el devine prin urmare o amenințare la adresa puterii existente întruchipată de Jaruzelski. Se mai pot citi acolo în filigran datele dezbaterii care opune în istoriografia franceză a acestor ani, două interpretări opuse ale Revoluției Franceze (tezele lui Mazauric – Soboul împotriva acestora de aici, susținute de François Furet ).
Ca și în scena procesului în care acuzatorii și acuzații iau încetul cu încetul asistența ca judecător unic, cele două tabere pretind că sunt ale poporului: Robespierre-Jaruzelski este reprezentat ca omul de guvernare care a instaurat dictatura comitetelor în slujirea mântuirii neamului; dar Danton-Walesa a sfidat Comitetul de Siguranță Publică , conștient de a deține adevărata putere: popularitatea și aderarea străzii obosite de un regim de tranziție care pretindea să se succedă la infinit.
Filmul nu ezită să îndoaie identitățile istorice în slujba acestei comparații: scena interviului dintre cei doi bărbați a fost realizată de fapt din inițiativa lui Danton.

### Licențe istorice
Unele pasaje nu sunt complet adevărate la nivel istoric:
- Filmul ne arată că Saint-Just semnează primul actul de arestare a lui Danton și Desmoulins , dar se pare că primul care l-a semnat a fost Billaud-Varenne .
- Panglica roșie pe care Lucile o pune la gât ar fi fost folosită doar în mingile victimelor , ceea ce nu a avut loc decât după moartea lui Robespierre. Mai mult, Lucile fusese deja arestată până atunci, în cadrul conspirației închisorii , pretext folosit de comitete pentru a-l exclude pe Danton și co-inculpații săi din proces.

### „ Scenele duble”
Dincolo de generalul Jaruzelski, Wajda vizează stalinismul la lucru în democrațiile populare din Europa de Est și denunță cadrul societăților lor. Anumite scene impun această dublă lectură, uneori cu anticipări istorice și entorse: mesajul de natură politică eclipsează apoi reconstrucția cursului Revoluției. In ordinea aparitiei:
- Raționarea și lipsa pâinii, scenă de așteptare în fața brutăriei: cozile nesfârșite sunt atunci frecvente în Polonia anilor 1980 .
- Parizienii care nu vorbesc politică când apare un membru al secțiilor: referire directă la o populație urmărită îndeaproape de membrii Partidului. În mod similar, Danton rostește la un moment dat expresia anacronică „  poliție politică  ” .
- L'Express a declarat că Comitetul de siguranță publică reprezentat în film este o caricatură care amestecă mafia și politburo[10]  .
- Tipografiile jefuite ale Vieux Cordelier , ziarul lui Camille Desmoulins  : armata a preluat controlul televiziunii poloneze în 1981; mai larg, absența libertăților ( de presă , de opinie ) în democrațiile populare din Est este cea care este schițată de această scenă.
- Procesul dantoniștilor, arbitrar, expeditiv și fără martori: o replică a marilor procese politice și a epurărilor staliniste care au lovit cetățenii Europei de Est, inclusiv membri marcanți ai Partidului.
- Închisoarea și câinii, fețele din spatele balustradelor în drumul spre schelă: aici este reprezentată represiunea.
- Tabloul lui Jacques-Louis David, Jurământul terenului de tenis, modificat la cererea lui Robespierre, care l-a scos din acesta pe Fabre d'Églantine , unul dintre inculpații din proces: referire la încadrarea artei de către puterea în vigoare (vezi Realismul sovietic ) și la fotografiile false ale Uniunii Sovietice staliniste în care activiștii dizgrați și epurați sunt șterși din viața publică. Cu toate acestea, în fapte istorice, Fabre d'Églantine a fost un actor și nu un deputat atunci când a fost concepută pânza lui David.
- Scena finală, un copil recitând cu o voce monotonă Declarația drepturilor omului și cetățeanului pe care l-au pus să învețe pe de rost la începutul filmului: este pe această viziune pesimistă a creării unui nou revoluționar. om, sau înrolarea unui tânăr chiar în memoria lui , că filmul lui Wajda se încheie.

## Discografie
- Lansată inițial ca un album de 33 rpm de Gaumont, coloana sonoră originală a filmului Danton compusă de Jean Prodromidès a fost reeditată pe CD de Disques Cinémusique în 2010. Programul acestui disc a inclus alte două partituri de film ale aceluiași compozitor lansate inițial pe super 45. rpm. (EP): Prietenii speciale și și moartea plăcerii . Prezentare online.  Coloana sonoră a lui Danton , precum cea a lui Et Mourir de Plaisir , este acum disponibilă pentru descărcare, în special pe iTunes.